# الطاهر شرقاوي
الطاهر شرقاوي، الطاهر محمد حسين شرقاوي، روائي مصري تخرج من كلية التجارة - جامعة الأزهرـ وهو من مواليد أرمنت بمحافظة الأقصر.

## النشأة والبداية
نشأ الكاتب في بيئة بسيطة وتأثر بهذه البيئة وبوالدته فهو ابن قرية صغيرة جنوب مصر ولع بقراءة الكتب والمجلات التي كان يتبادلها مع أصدقائه. بدأ أولى محاولاته في الكتابة في المرحلة الثانوية، حيث نظم الشعر مقلداً القصائد التي كان يدرسها، وكانت مواضيعها تدورفي معظمها حول الوطن والحبيبة وبعض القصائد الدينية. ثم اكتشف أن الشعرعاجزعن التعبيرعمَّا يجول في خاطره، أو ربما يكون السبب أنه ـ بحسب الكاتب ـ عجزعن إجادة علم العروض إجادة تامة، وكانت في قصائده أبيات كثيرة مكسورة الوزن، راجع وصحح له مدرسو اللغة العربية، وكانوا دائماً يحفزونه على الاستمرار في الشعر. آنذاك، لم يكن الكاتب قادرا على تحديد وجهته، أو ماذا يريد أن يكتب، واعتقد أنه يحتاج إلى نوع آخرمن الكتابة أكثر رحابة، وفي الوقت نفسه يمنحه القدرة على التعبيرعمَّا في داخله، فكانت محاولات بدائية في القصة القصيرة. تطورت إلى مجموعات قصصية ثم أتجه إلى كتابة الرواية لأنه يراها أكثر براحاً من القصة القصيرة وتعطيه مساحة أكبرحرية، فالقصة القصيرة تقترب من الشعر حيث لها ضوابط معينة، أما الرواية ففيها مساحة لإبراز مهاراته ككاتب وخلق عالم وتحريكه في الوقت نفسه.

## النتاج الأدبي
صدر للكاتب مجموعة كتب هي:
- «عن الذي يربى حجرا في بيته»، رواية، دار الكتب خان، القاهرة، 2013 م.[2][1][5]
- «عجائز قاعدون على الدكك»، مجموعة قصص، دار نهضة مصر، القاهرة، 2010 م.[1][6]
- «فانيليا»، رواية، دار شرقيات، القاهرة، 2008 م.[1][7]
- «صوت الكمان»، مجموعة قصص، الهيئة العامة للكتاب، 2004 م.[1]
- «حضن المسك»، مجموعة قصص، الهيئة العامة لقصورالثقافة ـ سلسلة إبداعات ـ 2002 م.[1][8]
- «البنت التي تمشط شعرها» مجموعة قصص، دار مكتبة الأسرة، 2001 م.[1][9]

## الجوائز
- جائزة أفضل رواية عن رواية «عن الذي يربي حجرا في بيته» ـ معرض القاهرة الدولي للكتاب ـ 2013 م.
- المركز الأول في الرواية عن رواية «فانيليا» ـ فرع شباب الكتاب ـ جائزة ساويرس الثقافية ـ 2010 م.
- المركز الأول ـ مجموعة قصصية ـ المسابقة المركزية للهيئة العامة لقصور الثقافة ـ 2004 م / 2005 م.
- المركز الأول ـ قصة قصيرة ـ مسابقة إحسان عبد القدوس للقصة ـ 2004 م.
- المركز الثاني ـ مجموعة قصصية ـ المسابقة المركزية للهيئة العامة لقصور الثقافة ـ 1999 م / 2000 م.[9]